# M. Monti
M. Monti (fl. XX secolo) è stato un calciatore argentino, di ruolo centrocampista.

## Carriera
Nel 1928 gioca 4 partite per il Porteño, senza andare a segno.